# Otholobium rotundifolium
Otholobium rotundifolium là một loài thực vật có hoa trong họ Đậu. Loài này được (L.f.) C.H.Stirt. miêu tả khoa học đầu tiên.